# Grive schistacée
Geokichla schistacea
Espèce
Synonymes
- Zoothera schistacea (protonyme)

Statut de conservation UICN

 NT  : Quasi menacé
La Grive schistacée (Geokichla schistacea) est une espèce de passereaux de la famille des Turdidae.

## Répartition
Elle est endémique des îles Tanimbar en Indonésie.

## Publication originale
- Meyer, 1884 : Über neue und ungenügend bekannte Vögel im Königl. Zoologischen Museum zu Dresden. Zeitschrift für die gesammte Ornithologie, vol. 1, p. 193–219.